# برج البراني

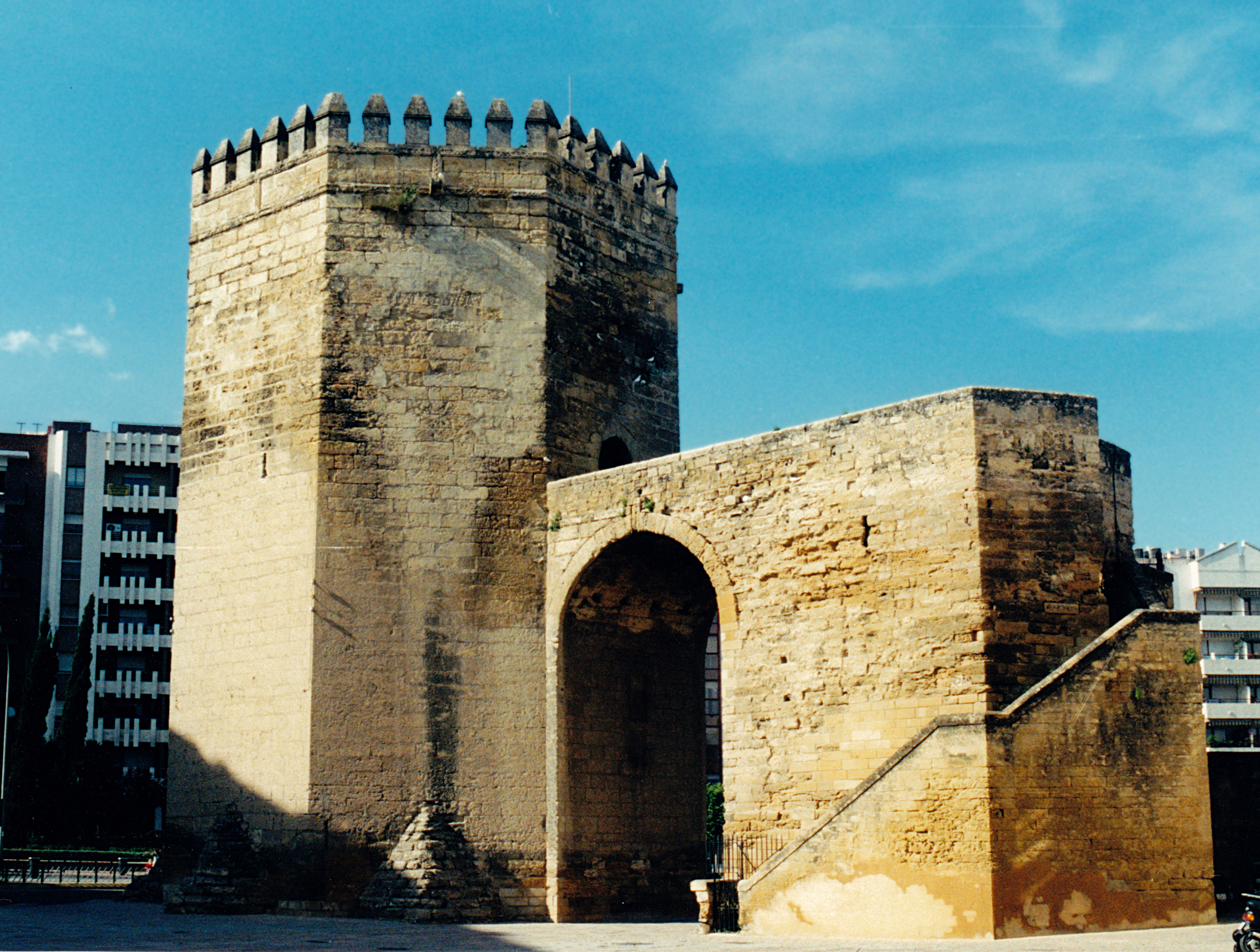
(برج ملمرطة في قرطبة).

برج البراني (بالإسبانية: torre albarrana) هو برج دفاعي في الثفافة العسكرية الإسلامية، منفصل عن الحائط الساتر ومتصل به عبر جسر أو رواق. بناه المسلمون عندما فتحوا شبه الجزيرة الأيبيرية، وظل استخدامه بين القرنين الثامن والخامس عشر، وكثر استخدامه منذ القرن الثاني عشر خلال عهد الموحدين وخاصة في جنوب إسبانيا والبرتغال حيث كان التأثير الإسلامي أطول هناك.

## الخلفية
كانت أبراج البراني الأولى غالبًا خماسية أو مثمنة الشكل في مخططها (مثل تلك الموجودة في بطليوس، طريفة، إشبيلية)، ولكن في وقت لاحق أصبح المخطط المستطيل هو القاعدة. بعد أن بُني على بعد أمتار قليلة من الحائط الساتر، لم يكن من الممكن الوصول إليه من هناك إلا من خلال ممر (جسر أو مقوس) يحتوي على قسم خشبي قابل للإزالة يسمح بعزل البرج عن الحائط في حالة احتلال البرج من القوات المهاجمة. إلى الشمال من شبه الجزيرة الأيبيرية، ظلت الأبراج المحيطة عادةً جزءًا هيكليًا من الجدار الساتر (الحجري).
تقتصر أبراج البراني بشكل فريد تقريبًا على شبه الجزيرة الأيبيرية. حتى في الأراضي الأخرى التي كانت خاضعة لسيطرة المسلمين في العصور الوسطى لم تُستخدم هذه الميزة الدفاعية، باستثناء مثال بارز وحيد في كل العالم الإسلامي في قلعة حلب في سوريا، قبل تدمير أجزاء منه على يد داعش. يمكن العثور على برج البراني الوحيد الذي بُني من غير المسلمين في إنجلترا في قلعة بونتفراكت. تقع القلعة الآن في حالة خراب، ولكن بقايا برج البراني المسمى برج سويلينجتون لا تزال مرئية إلى الشمال مباشرة من جدار القلعة المهجور.
بعض أبراج البراني المعروفة هي:
- البرج (Torre de Espantaperros) في بطليوس، في إسبانيا. من المحتمل أن يكون أول برج براني باقي، بناه أبو يعقوب يوسف عام 1170. مخططه مثمن الشكل.[2]
- برج الذهب ، في المنطقة الفضية في إشبيلية
- برج ملمرطة في قرطبة.
- بلدة طلبيرة بالقرب من طليطلة وبها العديد من أبراج البراني
- قلعة أودينا بالقرب من برشلونة
- قلعة بدريني [الإنجليزية] في البرتغال
- برجان من أبراج البراني في قلعة سانتا كاتالينا في جيان

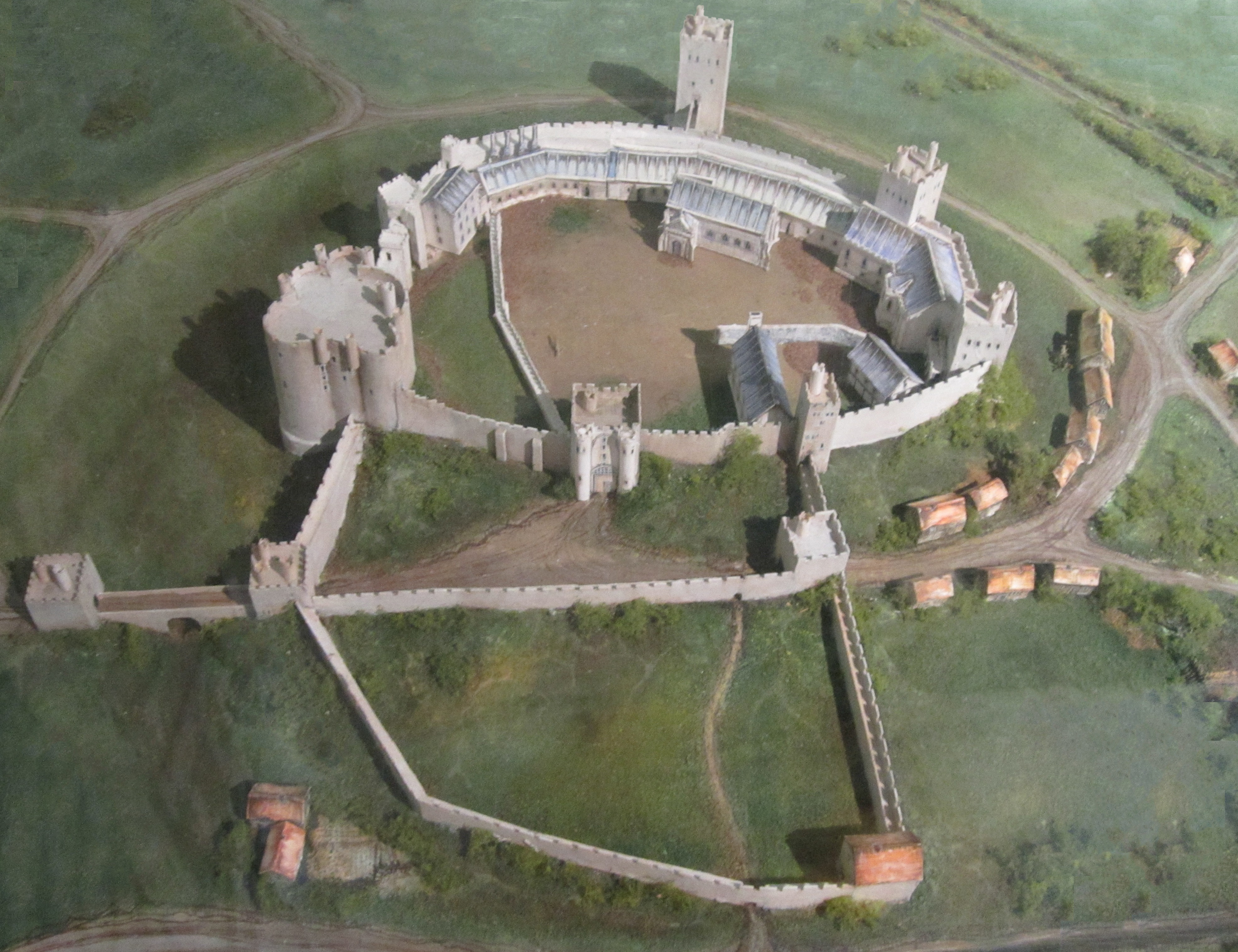
نموذج لقلعة بونتفراكت، في يوركشاير في بريطانيا

- قلعة لولي في البرتغال

## معرض الصور

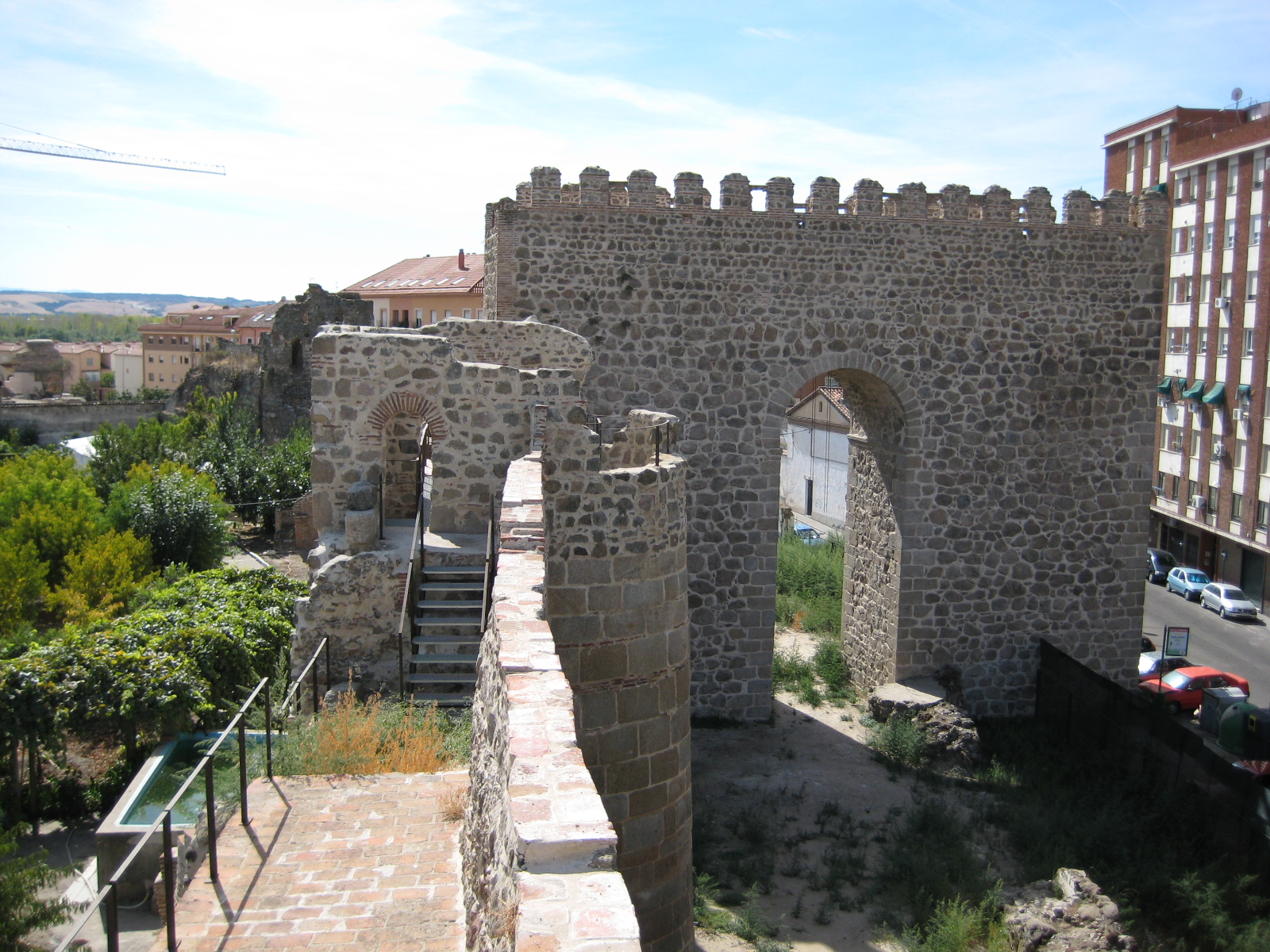
برج البراني في بلدة طلبيرة
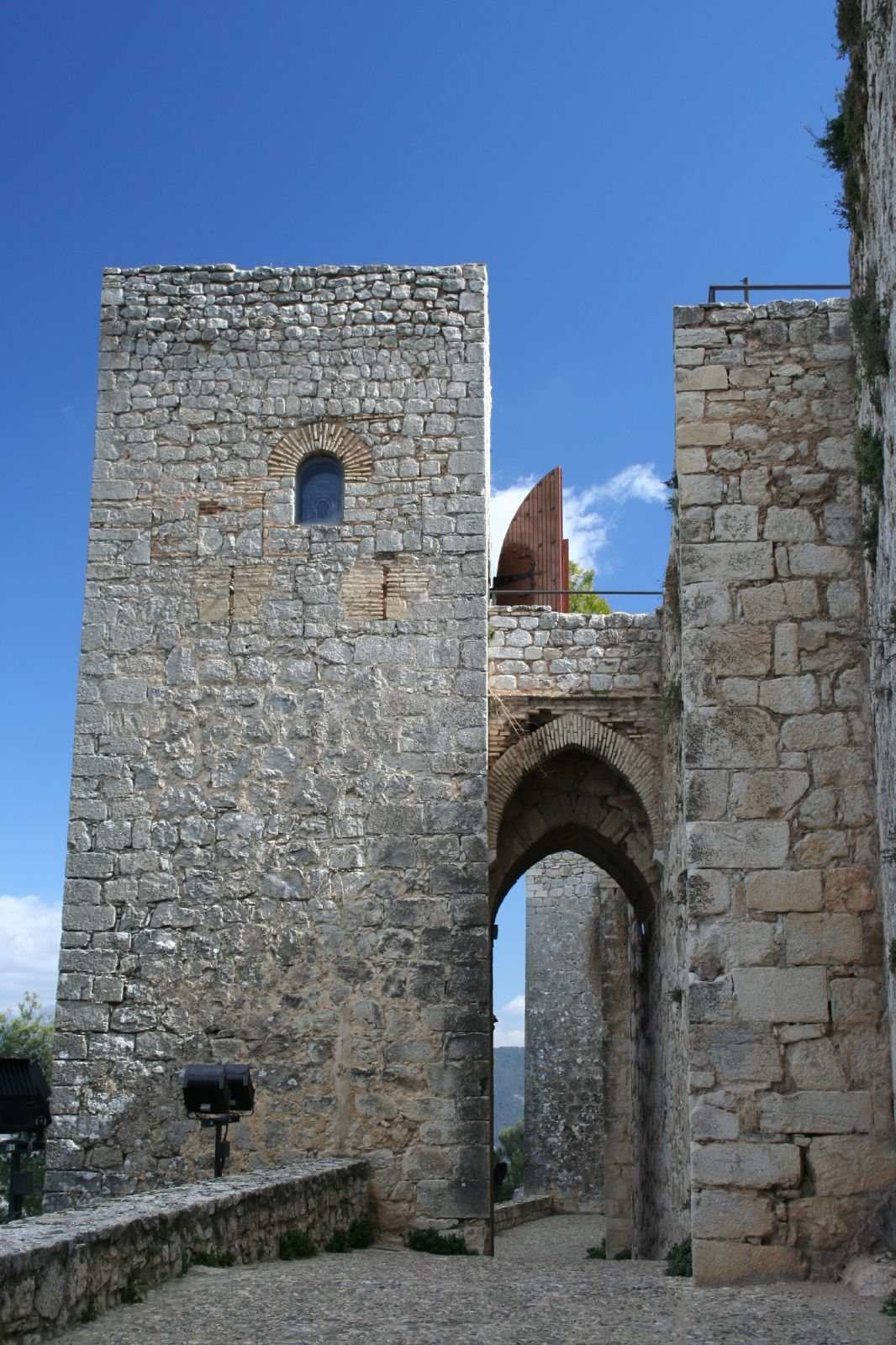
أحد أبراج البراني في قلعة سانتا كاتالينا في جيان
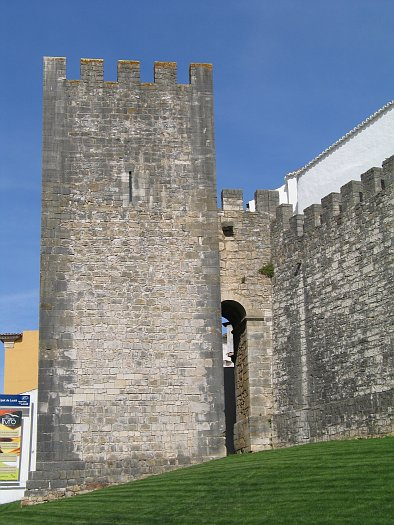
برج البراني في قلعة لولي (البرتغال)
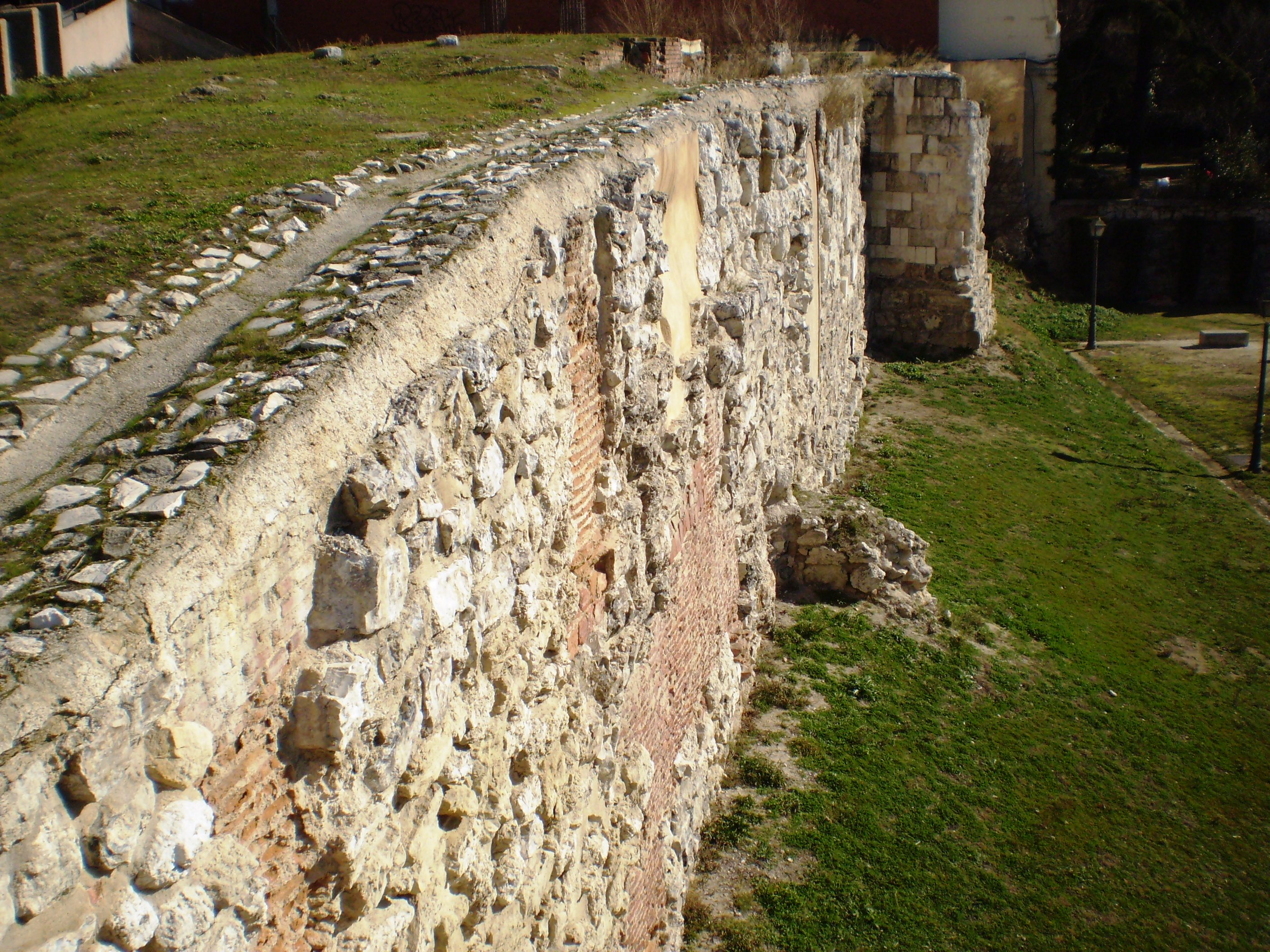
برج نرجيس

## قراءة إضافية
- Burton، Peter (2007–2008). Islamic Castles in Iberia (PDF). ج. 21. ص. 228–244. مؤرشف من الأصل (PDF) في 2024-07-09. {{استشهاد بكتاب}}: |صحيفة= تُجوهل (مساعدة)
- Burton، Peter (2011). Islamic Castles in Iberia. ج. 21. مؤرشف من الأصل في 2024-11-27. {{استشهاد بكتاب}}: |صحيفة= تُجوهل (مساعدة)

## روابط خارجية
- باللغة الإسبانية www.elperiodicoextremadura.com elperiodicoextremadura.com
- castlesofspain.co.uk